# El club de los monstruos
El club de los monstruos, titulada originalmente como The Monster Club es una película de terror británica del año 1981 dirigida por Roy Ward Baker, producida por Chips Productions y Sword and Sorcery y distribuida por ITC. El film fue estrenado en Reino Unido el 2 de abril de 1981. Contó con las actuaciones estelares de Vincent Price, Donald Pleasence y John Carradine.
Su director, Baker, es conocido por dirigir varios films para Hammer Films Productions y para Amicus. Mientras que Milton Subotsky, fue uno de los fundadores de Amicus Productions.

## Argumento
La película trata sobre un escritor llamado Ronald Chetwynd-Hayes, interpretado por John Carradine, que es especialista en novelas de misterio y terror, quien es abordado por Erasmus, interpretado por Vincent Price, un caballeroso vampiro que acuciado por el hambre se ve obligado a beber de las venas del escritor. Como una forma de disculpa, invita a su víctima a una inusual velada en el Club de los Monstruos donde el escritor ha de conocer a una colección de vampiros, hombres lobos, mujeres serpientes, demonios, y otras criaturas fantásticas, quienes se reúnen en ese muy especial antro de vez en cuando. Erasmus habrá de atraer la atención de su invitado con 3 historias escalofriantes:

### El Chacal (The shadmock story)
Originalmente denominado The Shadmock (El Sábalo), en el doblaje latino, la primera historia trata sobre un chacal. Es un monstruo que es en parte licántropo, vampiro y fantasma, cuyo silbido tiene consecuencias terribles para los seres vivos. La narración contará sobre una pareja que ve una grandiosa oportunidad en un misterioso y solitario anticuario y su fortuna, ignorando la terrible naturaleza de este, usando la belleza de la mujer para seducirlo, tentarlo y así poder hacerse de su fortuna.

### Los Vampiros (The vampire story)
La segunda historia, originalmente titulado The vampires, tiene como protagonista a un cazador de vampiros, interpretado por Donald Pleasence, quien va tras la búsqueda de una familia de vampiros.

### Los Demonios (The humegoo story)
La tercera historia que originalmente lleva por título The Humegoo trata sobre un extraño pueblo a donde llega un productor de películas de terror quien se ha perdido en la carretera. Encontrará el pueblo habitado por seres llamados humgoos, una cruza entre humanos y ghouls, demonios antropófagos. Estos lo perseguirán y lo asediarán hasta una vieja iglesia donde se refugia intentando evitar que le atrapen.

## Curiosidades[8]
- El artista John Bolton pintó el cuadro que aparece en The shadmock story. En ella se retrata al personaje principal de la historia. El artista quedó muy impresionado con el actor elegido, James Laurenson, pues se parecía mucho al retrato hecho mucho antes de haber designado al actor.
- Este film es en el único en donde Vincent Price interpreta a un vampiro.
- En USA el film fue estrenado en cines el mismo día que Vincent cumplia 70 años.
- Originalmente fue pretensión de Milton Subotsky, productor del film, incluir en la cinta a los 6 máximos exponentes del cine de terror del momento: Vincent Price, Peter Cushing, Christopher Lee, Klaus Kinski, Donald Pleasence, y John Carradine. Tanto Lee, como Cushing y Kinski, rechazaron tal posibilidad.
- Hubo una rara mercadotecnia en torno a este film, que los cultores de la cinta buscan. En 1980, para promocionar el film en el Festival de Cannes, se contrató al exjefe de Marvel Dez Skinn, para adaptar el film a un cómic. Con el arte de John Bolton y David Lloyd produjeron una novela gráfica de la que se imprimeron solo 1000 ejemplares. Este árticulo "one-magazine" habría de ser reimpreso en Skinn's magazine Halls of Horror #25-26 del año 1983.[9]
- Chips Records lanzó en formato LP la banda de sonido del fim, y es un objeto que rara vez puede encontrarse. Y se imprimió una edición de bolsillo de la novela que inspiró al film, que incluía ilustraciones con las obras de arte que aparecen en el film.
- El film tuvo un presupuesto de 1.7 millones de dólares.

## Reparto[10]
- Vincent Price como Eramus
- John Carradine como R. Chetwynd-Hayes
- Donald Pleasence como Pickering
- Stuart Whitman como Sam
- Richard Johnson como Mr. Busotsky
- Barbara Kellerman como Angela
- Britt Ekland como Mrs. Busotsky
- Simon Ward como George
- Patrick Magee como Posadero
- Anthony Valentine como Mooney
- Anthony Steel como Lintom Busotsky
- James Laurenson como Raven (The Shadmock)
- Geoffrey Bayldon como El psíquiatra
- Lesley Dunlop como Luna
- Neil McCarthy como Watson
- Warren Saire como un joven Lintom Busotsky

## Premios
El film participó  en la 1ª edición de Mostra internazionale del film di fantascienza e del fantastico  que se llevó a cabo en Roma, Italia. Este festival de cine se llevó a cabo entre el 19 y 29 de noviembre y tuvo como anfitrión a Vincent Price. La cinta de Baker ganó en la categoría Premio de la audiencia.
| Categoría              | Premiada         | Resultado |
| ---------------------- | ---------------- | --------- |
| Premio de la audiencia | The Monster Club | Ganadora  |